# Eduardo Hernández
Eduardo Hernández   (Santiago de María, 31 de gener de 1958) és un exfutbolista salvadorenc de la dècada de 1980.
Pel que fa a clubs, destacà a Santiagueño. Fou internacional amb la selecció del Salvador.